# Wyclef Jean
Nelust Wyclef Jean (Croix-des-Bouquets, 17 ottobre 1969) è un rapper e chitarrista haitiano.
Artista reggae, produttore e membro del trio hip-hop The Fugees, ha collaborato nel 2006 alla pubblicazione di Hips Don't Lie con la cantante colombiana Shakira. Celebre anche la sua collaborazione con Bono degli U2 nel 1999 per la realizzazione del brano New Day.

## Biografia e carriera
I Fugees firmarono un contratto con la Ruffhouse Records che pubblicò il loro album di debutto Blunted on Reality, che non ebbe grande successo. Il secondo album del gruppo The Score invece fu un enorme successo internazionale. Ciò nonostante nel 1997 Wyclef Jean annunciò di voler proseguire la propria carriera musicale come solista e nello stesso anno pubblicò il suo primo lavoro Wyclef Jean Presents the Carnival Featuring the Refugee All-Stars. Nell'album figuravano i featuring anche dei suoi ex compagni Lauryn Hill e Pras Michel, oltre che altri rinomati artisti. L'album ebbe un buon successo commerciale.
Nel 1999 incide un disco singolo a cui partecipa Bono Vox, New Day che ottiene una ottima accoglienza in tutto il mondo. Durante il concerto Woodstock 1999, Jean rese omaggio a Jimi Hendrix (che aveva partecipato a Woodstock 1969) dando fuoco alla propria chitarra dopo aver cantato The Star Spangled Banner, ma ustionandosi le dita.
Nel 2000 viene pubblicato il secondo album di Jean The Ecleftic: 2 Sides II a Book. Questa volta collaborano all'album il wrestler The Rock (nella canzone It Doesn't Matter,tratta proprio da una delle catchprase di Rock) Youssou N'Dour, Earth, Wind & Fire, Kenny Rogers, e Mary J. Blige, fra gli altri. Il singolo 911 in duetto con Mary J. Blige viene nominato come miglior canzone hip hop agli MTV Europe Music Award nel 2000.
Il terzo album di Wyclef Jean, Masquerade, viene pubblicato nel 2002, anno in cui il musicista compone la colonna sonora (e figura come attore) nel film Shottas, mentre nel 2003 segue a ruota il suo quarto lavoro The Preacher's Son, ideale seguito di The Carival.
Nel 2004, Jean pubblica il suo quinto album intitolato Sak Pasé Presents: Welcome to Haïti (Creole 101). Nell'album la maggior parte dei brani sono cantati in francese di Haiti. Nell'album è presente una cover di Fortunate Son dei Creedence Clearwater Revival, utilizzata nella colonna sonora del film The Manchurian Candidate, e l'inedito Million Voices, scelta invece per il film Hotel Rwanda.
Jean scrive e produce anche i brani della colonna sonora del documentario del 2003 The Agronomist di Jonathan Demme, sull'attivista haitiano Jean Dominique. Inoltre insieme a Jerry 'Wonder' Duplessis, Jean lavora anche sulla colonna sonora del documentario Ghosts of Cité Soleil, nel quale oltretutto compare in una scena in cui parla al telefono con un aspirante rapper, Winston "2Pac" Jean.
Fra il 2004 e il 2006 i media parlano di
una possibile riunione dei Fugees. La notizia però viene smentita da Pras, che afferma che sia per lui che per Wyclef Jean la cosa sarebbe attuabile, ma Lauryn Hill è ormai troppo proiettata nella sua carriera da solista. Wyclef Jean ha annunciato l'uscita di un nuovo album previsto per il settembre 2007, ma fino ad ora è stato pubblicato soltanto un nuovo singolo, intitolato Sweetest Girl (Dollar Bill), che figura la partecipazione di Lil' Wayne, Niia ed Akon.
Nel 2006 ha collaborato con Shakira nella registrazione del brano Hips Don't Lie che si è rivelato essere uno dei dischi di maggior successo nella storia della musica. Nel 2007 partecipa al nuovo album di Eros Ramazzotti per il quale incide una nuova versione di L'aurora, celeberrima canzone del cantautore romano. Il 22 gennaio 2010 ha concluso la manifestazione benefica Hope for Haiti Now: A Global Benefit for Earthquake Relief a favore dei terremotati dell'isola caraibica, interpretando un medley musicale sulla base di Rivers of Babylon e Yéle.
Il 5 agosto 2010 dichiara di volersi candidare alla presidenza di Haiti. Tuttavia diverse personalità tra i quali l'attore Sean Penn e l'ex compagno nei Fugees Pras non gli hanno risparmiato critiche. Il primo infatti ha detto di non aver mai visto da quelle parti Jean, mentre, Pras invece giustifica la sua contrarietà poiché "non ha un piano per gli sfollati". Il 21 agosto si apprende che il suo nome non compare nella lista dei candidati, resa nota dalla Commissione elettorale haitiana, e pertanto non potrà presentarsi alle elezioni presidenziali di Haiti.
Il 19 marzo 2011 viene ferito alla mano da un colpo di pistola durante un comizio politico che stava tenendo a Port-au-Prince. Nel 2013 incide insieme a David Correy e ai Tokio Hotel la canzone I am in supporto della causa anti bullismo. Il 17 novembre 2014 pubblica Divine Sorrow, in collaborazione con Avicii; questa canzone è anche una partnership con Coca-Cola e (RED) per finanziare la ricerca contro l'AIDS.

## Vita privata
Dal 1994 Jean è sposato con la stilista Marie Claudinette Pierre-Jean, con la quale nel marzo 2005 ha adottato la piccola Angelina Claudinelle.

## Discografia
Album in studio
- 1997 - Wyclef Jean Presents: The Carnival Featuring the Refugee All-Stars
- 2000 - The Ecleftic: 2 Sides II a Book
- 2002 - Masquerade
- 2003 - The Preacher's Son
- 2004 - Welcome to Haiti: Creole 101
- 2007 - Carnival Vol. II: Memoirs of an Immigrant
- 2009 - From the Hut, to the Projects, to the Mansion
- 2017 - Carnival III: The Fall and Rise of a Refugee

Raccolte
- 2003 - Greatest Hits

EP
- 2010 - If I Were President: My Haitian Experience
- 2017 - J'ouvert

## Filmografia

### Cinema
- Shottas, regia di Cess Silvera (2002)
- The Country Bears - I favolorsi (The Country Bears), regia di Peter Hastings (2002)
- Full Clip, regia di Christopher Morrison (2003)
- Be Cool, regia di F. Gary Gray (2005)
- Dirty - Affari sporchi (Dirty), regia di Christopher Fisher (2005)

### Televisione
- Carmen: A Hip Hopera, regia di Robert Townsend – film TV (2001)
- American Dreams – serie TV, episodio 2x19 (2004)
- Squadra emergenza (Third Watch) – serie TV, 4 episodi (2005)
- 30 Rock – serie TV, episodio 3x22 (2009)
- Nashville – serie TV, 5 episodi (2012-2013)
- Law & Order - Unità vittime speciali (Law & Order - Special Victims Unit) – serie TV, episodio 18x06 (2016)